# Poncelet

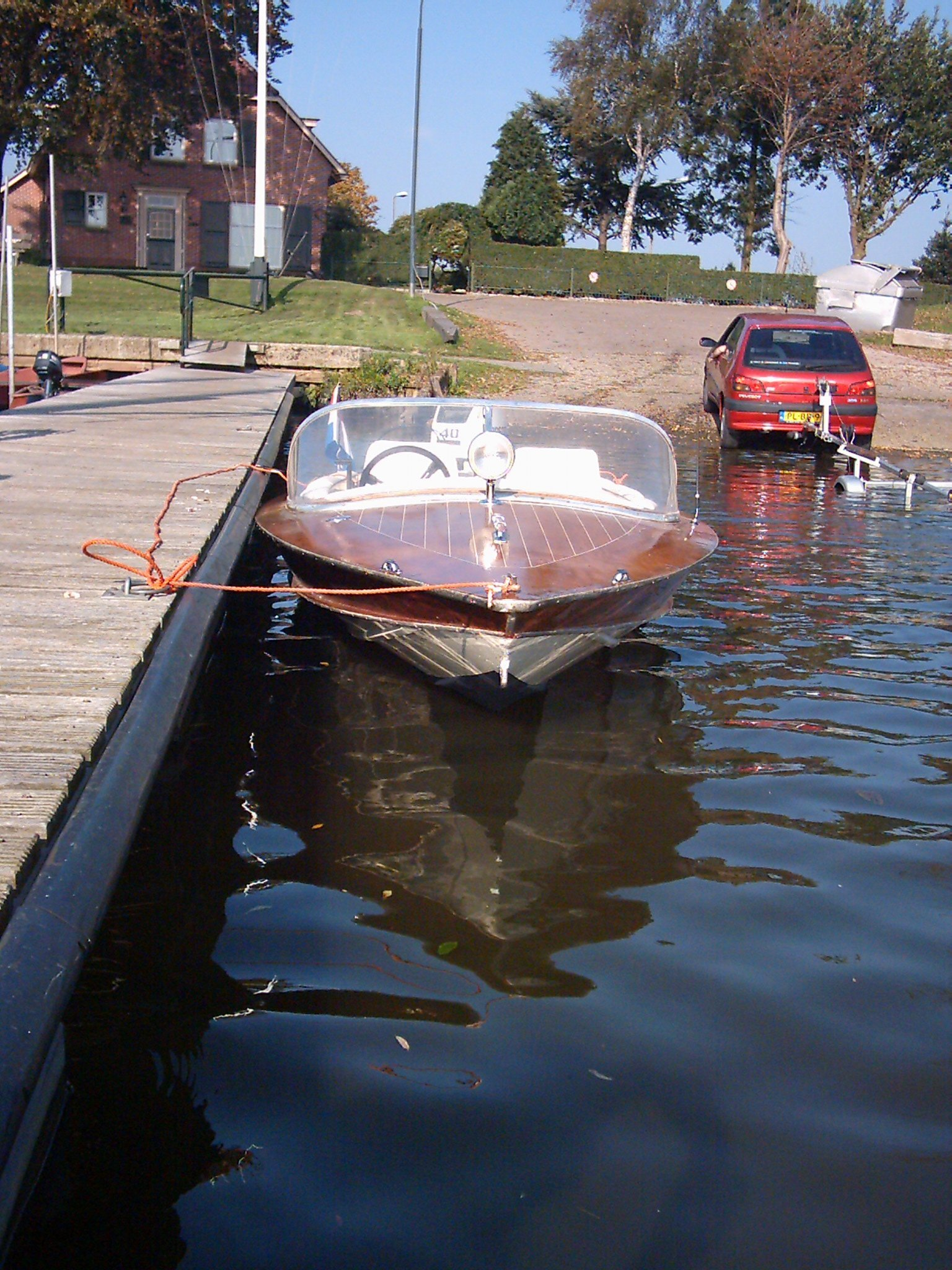
Poncelet

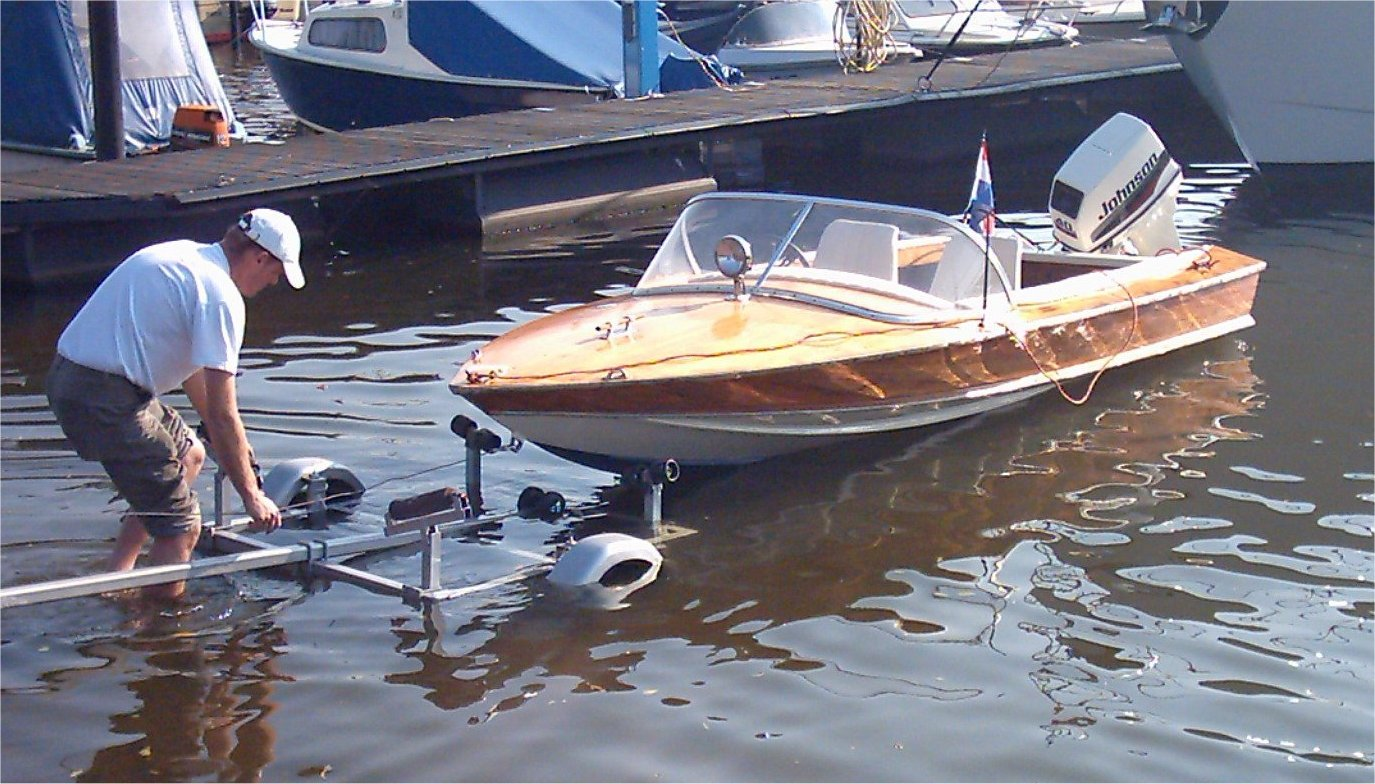
Poncelet bouwjaar 1974

Poncelet is een bouwer van houten boten, vliegtuigen en vliegtuigpropellers uit België opgericht in 1932. Het bedrijf heeft ongeveer vierhonderd houten boten gebouwd, die heden ten dage collector's items zijn. De laatste runabout werd in 1995 opgeleverd.

## Historie
Paul Poncelet was tot 1932, tot zijn 47ste, meesterknecht bij de luchtvaartonderneming SABCA, als verantwoordelijke voor de sectie hout. Bij SABCA of in samenwerking met mensen van bij SABCA heeft hij minstens drie vliegtuigjes op zijn naam staan. Het zweefvliegtuig "Castar" uit 1923, de "Vivette" uit 1924 (een zweefvliegtuig dat ook van een motor kon voorzien worden) en de Demonty-Poncelet "Cyrano" (tweepersoonsmotorvliegtuig) eveneens uit 1924 (reg: 0-BAFL). De Castar ging verloren bij een ongeluk tijdens de vliegmeeting van Vauville in 1925, met de dood van zijn piloot Victor Simonet tot gevolg. De "Vivette" was aanwezig op dezelfde meeting en haalde prachtige resultaten met Commandant Massaux als piloot. Zo brak de Vivette op 26 juli 1925 het wereldduurrecord zweefvliegen door 10 uur en 28 minuten in de lucht te blijven, terwijl het vorige record sedert 18 mei 1924 op "slechts" 8 uur en 42 minuten stond. De Vivette werd ter ere van de 75e verjaardag van SABCA gerestaureerd door de Ets. Poncelet en is sedertdien te bewonderen in het Koninklijk Museum van het Leger en de Krijgsgeschiedenis. Het derde vliegtuig, de Cyrano, was gebouwd in samenwerking met Mathieu Demonty, technisch directeur van SABCA. Het toestel heeft in 1929 een nieuw registratienummer gekregen (00-AFL) maar in 1930 is de registratie opgeheven en wat er daarna met dit vliegtuig is gebeurd, is onbekend. Het toestel was de eerste Belgische zij-aan-zijzitter met gesloten cabine.
Paul Poncelet stond ook aan de wieg van het eerste watervliegtuig dat opsteeg van de grote meren in Afrika.
In 1932 besloot Paul Poncelet SABCA te verlaten en zijn eigen bedrijf op te richten. Aanvankelijk beperkte de activiteit zich tot de luchtvaart door de fabricatie van houten propellers. Om het productengamma uit te breiden, startte Paul Poncelet met de bouw van vaartuigen uit voorgevormd hout gebaseerd op de Canadese kano's. Tot op het einde zou deze constructiemethode (dubbele mahonie op essenhouten spanten) gebruikt blijven voor de constructie van diverse types runabouts met binnen- en buitenboordmotor.
Het einde van de Tweede Wereldoorlog betekende een productieorder van propellers voor het Belgische luchtwapen bestemd voor de trainer Stampe en Vertongen SV.4. De Belgische luchtmacht vertrouwde tevens de revisie en reparatie van de propellers van de vermaarde Spitfire toe aan Poncelet.
Na het overlaten van het bedrijf aan de zoon van Paul, Albert Poncelet, was het bedrijf vooral actief in de watersport, waaronder ook de competitie met o.a. deelnames aan de zes uur van Parijs en de 24uurs van Rouen. Het bedrijf stelde ook meermaals boten tentoon op het vakantiesalon, en verkocht ook accessoires zoals waterski's. Met de eerste oliecrisis in het vooruitzicht besliste de fam. Poncelet om het aanbod uit te breiden door zich te specialiseren in alternatieve energie, hetgeen zou resulteren in de verkoop van windmolens.
In 1982 wordt door de werkplaatsen Poncelet in Brussel een tweemotorige boot van 9 meter lengte afgeleverd bestemd om te varen in Italiaanse wateren. Het zou de grootste Poncelet boot worden die ooit werd vervaardigd. Helaas zou ontwerper Albert Poncelet hetzelfde jaar overlijden op een leeftijd van 61 jaar. Zijn vrouw zette zijn zaak verder tot zij deze in 1984 overdroeg aan haar zoon Roger.
Roger Poncelet nam de leiding over van de onderneming en spitste de activiteiten toe op de bouw van windmolens, de renovatie en restauratie van houten boten (meestal van het eigen merk), en de vervaardiging van houten propellers voor historische vliegtuigen, ULM's en paramotoren. Het aanbod in de sector van de alternatieve energie werd uitgebreid met het importeren en verdelen van fotovoltaïsche panelen van het Spaanse merk Isofoton. De productie van boten kwam echter tot stilstand. De laatste die werd gebouwd was een runabout van 6,20 meter, besteld in 1993 en opgeleverd in 1995.

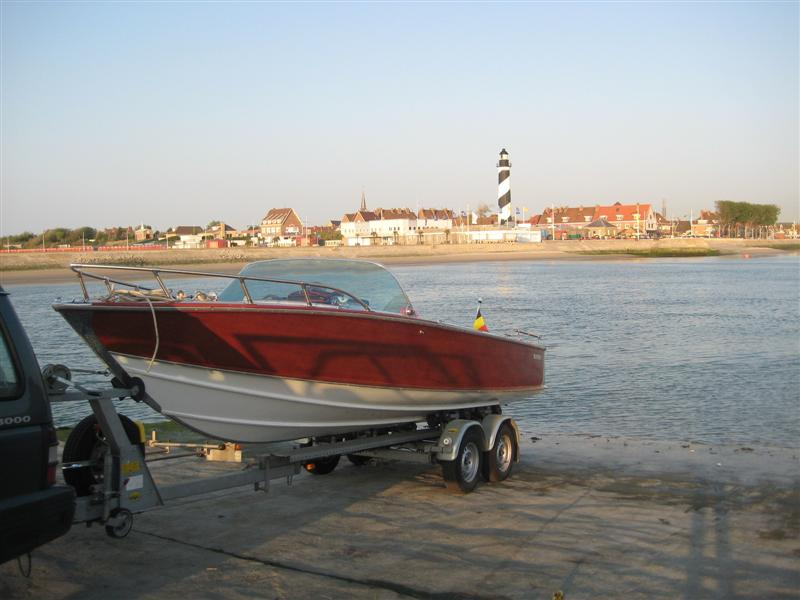
Een Poncelet 6,20 meter van 1975, op de slipway te Grand Fort Philippe, nabij Gravelinnes (FR) (foto van juni 2010)

1993 was ook het jaar waarin een van de klanten, de heer Matterne, het initiatief nam om het grootste aantal Poncelets ooit gebouwd samen te brengen aan de Maas. Deze bijeenkomst werd een dusdanig succes dat zij elk jaar wordt herhaald, en dit dankzij het enthousiasme van enkele Poncelet-eigenaars. Ter gelegenheid van de viering van het 75-jarig bestaan van het bedrijf Poncelet werd op de jaarlijkse bijeenkomst, die dat jaar in Temse plaatsvond, een boek voorgesteld dat de geschiedenis van het bedrijf samenvat.
Bij de Poncelet-Réunie van september 2010 werd tijdens een receptie kenbaar gemaakt dat het bedrijf een doorstart zou kennen als Naamloze Vennootschap Poncelet, en dat een grote hangar gebouwd zou worden in Fleurus, met het oog op de bouw van nieuwe (houten) boten. Er werd geopperd dat de nieuwe gebouwen reeds in september 2011 operationeel zouden zijn (doch dit was niet het geval), en ook dat huidige activiteiten van bootrestauratie en schroefbouw in Brussel behouden zullen blijven. Medio 2011 werd een ganse documentaire gedraaid over het huis Poncelet (en haar geschiedenis) in het kader van de bekende RTBF uitzending C'est du Belge. In 2011 maakte de Ets. Poncelet tevens bekend een schroef te aan te bieden voor de Vittorazi Moster 185 paramotor.
In 2012 viel de 20e Ponceletreünie samen met de 80e verjaardag van het bedrijf en ging de reünie door te Drimmelen, nabij de Biesbosch, van waaruit een tocht naar Willemstad was georganiseerd. Het was de eerste maal dat de reünie naar het buitenland trok. Tevens was er een eerste bijeenkomst van vliegtuigen en ULM's met Ponceletschroef (fly-in) op het vliegveld van Hoevenen, nabij Antwerpen, in het weekend van 8 en 9 september 2012.
In maart 2013 werd Roger Poncelet onderscheiden met het "Diplôme Paul Tissandier", uitgereikt door de Fédération Aéronautique Internationale met zetel te Lausanne, en dit voor zijn uitzonderlijke verdiensten op het gebied van de luchtvaart in het algemeen, en de sportluchtvaart meer in het bijzonder. Het betreft een van de hoogste onderscheidingen in de luchtvaartsector.